# Diecezja Kotajk
Diecezja Kotajk – diecezja Apostolskiego Kościoła Ormiańskiego z siedzibą w Cachkadzor w Armenii.
Aktualnym (2022) biskupem diecezji jest Arakel Karamian.